# Spéciale de Brabant
Spéciale de Brabant is een Belgisch bier. Het wordt gebrouwen door brouwerij John Martin, gevestigd te Genval. Waar het bier gebrouwen wordt, wordt niet bekendgemaakt door de firma.
Spéciale de Brabant behoort tot de Bières de Brabant, een verzamelnaam voor 7 bieren die allemaal “de Brabant” in de naam dragen.
Spéciale de Brabant is een premium lager met een alcoholpercentage van 5,3%. De term “premium” wijst op een iets hoger alcoholpercentage (extra hop toegevoegd) dan de klassiekere lagers of pilsbieren.